# Татаришвили, Михаил Владимирович
Михаил Владимирович Татаришвили (1913 год, село Пирвели-Гурипули, Зугдидский уезд, Кутаисская губерния, Российская империя — дата смерти неизвестна, село Пирвели-Гурипули, Зугдидский район, Грузинская ССР) — председатель колхоза имени Чарквиани Хобского района, Грузинская ССР. Герой Социалистического Труда (1949). Лишённый звания Героя Социалистического Труда в 1952 году.

## Биография
Родился в 1913 году в крестьянской семье в селе Пирвели-Гурипули Зугдидского уезда (сегодня — Зугдидский муниципалитет). Окончил местную сельскую школу. Трудился в сельском хозяйстве. В послевоенные годы возглавлял колхоз имени Чарквиани Хобского района. За выдающиеся трудовые результаты по итогам 1947 года был награждён Орденом Ленина.
В 1948 году колхоз сдал государству в среднем с каждого гектара по 89,2 центнера кукурузы с площади 71 гектар. Указом Президиума Верховного Совета СССР от 3 мая 1949 года удостоен звания Героя Социалистического Труда за «получение высоких урожаев кукурузы и табака в 1948 году» с вручением ордена Ленина и золотой медали «Серп и Молот» (№ 3511).
Этим же Указом званием Героя Социалистического Труда были награждены бригадиры колхоза Мамантий Михайлович Кулуа и Григорий Сидоевич Чантуриа (оба лишены звания Героя Социалистического Труда в 1952 году).
Постановлением Президиума Верховного Совета ССР № 18 от 5 марта 1952 года ранее принятое решение о присвоении звания Героя Социалистического Труда в его отношении было отменено в связи с необоснованными причинами представления к награждению. Это Постановление Президиума Верховного Совета СССР также отменило решение о присвоении звания Героя Социалистического Труда партийному и хозяйственному руководству Хобского района и нескольким труженикам различных колхозов этого же района.
Проживал в родном селе Пирвели-Гурипули. Дальнейшая судьба неизвестна.
Награды
- Орден Ленина
- Медаль «За оборону Кавказа» (01.05.1944)